# Tomo kan
Le tomo kan est une langue dogon parlée dans la partie orientale de la région de Mopti au Mali.